# BLAP
BLAP (od ang. Blue Large-Amplitude Pulsators) – klasa gwiazd zmiennych pulsujących.

## Odkrycie
BLAP to nowa klasa gwiazd pulsujących odkryta przez zespół astronomów z Uniwersytetu Warszawskiego (odkrycie ogłoszono i  opublikowano w czasopiśmie „Nature Astronomy” w czerwcu 2017 roku). Odkrycia dokonano dzięki regularnym pomiarom jasności ponad miliarda gwiazd Drogi Mlecznej podczas projektu „The Optical Gravitational Lensing Experiment” (OGLE). Z chwilą ogłoszenia wyników obserwacji i uznaniu nowego typu gwiazd, zespół zaobserwował kilkanaście takich obiektów.

## Charakterystyka
Gwiazdy tego typu charakteryzują kilkudziesięcioprocentowe zmiany jasności następujące średnio co pół godziny (pomiędzy 20–40 minut). Szczegółowa analiza wyników  obserwacji potwierdza, że obiekty typu BLAP mają temperaturę około 30 tysięcy °C, a przyczyną zmienności są pulsacje. Model budowy jest zbliżony do modeli gwiazd olbrzymów – 96% masy jest skupione w jądrze o wielkości zaledwie 20% promienia całej gwiazdy. Pozostała część masy to lekka rozdęta otoczka, która pulsuje w szybkim rytmie – stąd duże amplitudy zmian blasku.
Obecnie teoria wyjaśnia tylko, jak zbudowane są gwiazdy BLAP oraz jak dochodzi do zmian ich jasności, natomiast na temat powstawania takich gwiazd istnieją tylko hipotezy. Jedna z hipotez przewiduje, że gwiazdy te musiały na pewnym etapie ewolucji stracić dużą część swej masy, aby mogły być tak gorące, jak są obecnie. Uczeni zakładają, że do takiej konfiguracji nie może dojść na drodze ewolucji samotnej gwiazdy, a jedną z możliwości może  być np. przelot gwiazdy w sąsiedztwie supermasywnej czarnej dziury z centrum Galaktyki. Wówczas czarna dziura może pozbawić gwiazdę zewnętrznej warstwy; ale jak sugerują uczeni, taki scenariusz jest bardzo mało prawdopodobny. Inna, bardziej prawdopodobna hipoteza zakłada, że do powstania tych obiektów może dochodzić po połączeniu się dwóch gwiazd o małych masach.

## Przegląd OGLE
Przegląd OGLE to polski projekt naukowy działający nieprzerwanie od 1992 roku. W Obserwatorium Las Campanas na chilijskiej pustyni Atakama prowadzone są pomiary jasności kilkuset milionów gwiazd Drogi Mlecznej w celu poszukiwania różnorodnych obiektów zmieniających jasność. Poszukiwane są egzoplanety, zjawiska mikrosoczewkowania grawitacyjnego, gwiazdy nowe i supernowe oraz wszystkie inne obiekty zmieniające jasność (cyklicznie lub jednorazowo). Podczas trwania projektu OGLE odkryto i sklasyfikowano około milion zmiennych okresowych, z czego prawie połowa to różnorodne typy gwiazd pulsujących.